# Rhamphocharis crassirostris
A Rhamphocharis crassirostris  a madarak osztályának verébalakúak (Passeriformes) rendjébe és a bogyókapófélék (Melanocharitidae) családjába tartozó Rhamphocharis nem egyetlen faja.

## Rendszerezése
A nemet és a fajt is Tommaso Salvadori olasz ornitológus írta le 1883-ban. Sorolták a Melanocharis nembe Melanocharis crassirostris néven is.

## Alfajai
- Rhamphocharis crassirostris crassirostris Salvadori, 1876
- Rhamphocharis crassirostris piperata ( De Vis, 1898)
- Rhamphocharis crassirostris viridescens Mayr, 1931[2]

## Előfordulása
Új-Guinea szigetén, Indonézia és Pápua Új-Guinea területén honos. Természetes élőhelyei a szubtrópusi és trópusi síkvidéki és hegyi esőerdők, valamint másodlagos erdők. Állandó, nem vonuló faj.

## Megjelenése
Testhossza 14 centiméter.

## Természetvédelmi helyzete
Az elterjedési területe nagyon nagy, egyedszáma pedig ismeretlen. A Természetvédelmi Világszövetség Vörös listáján nem fenyegetett fajként szerepel.